# Don Dixon and the Hidden Empire
Pour les articles homonymes, voir Don Dixon et Dixon.
Don Dixon and the Hidden Empire est une bande dessinée de science-fiction américaine écrite par Bob Moore et dessinée par Carl Pfeufer (en), publiée chaque dimanche dans The Brooklyn Daily Eagle du 27 octobre 1935 au 6 juillet 1941, et diffusée dans le reste des États-Unis par le Watkins Syndicate.
Un savant crée une caméra volante qui filme une civilisation inconnue et richissime nommée Pharia, dans le nord-ouest du Brésil. Son fils Don Dixon s'y rend avec le Dr Lugoff, et ils y vivent de nombreuses péripéties mélodramatiques, les conduisant fréquemment à sauver de belles princesses (Dagmar, Tania, Wanda, etc.),. 
Assez maladroit à ses débuts, ce succédané de Flash Gordon a cependant eu assez de succès pour être repris de 1936 à 1941 dans les comic books de Dell Comics (Popular Comics, The Funnies), fin 1939 dans Amazing Mysteries Funnies de Centaur Publications et en 1941-1942 dans Reg'lar Fellers Heroic Comics.
Don Dixon était accompagné d'une bande complémentaire, Tad of the Tanbark, une série d'aventure qui, après quelques épisodes dans un cirque, se déroulait dans la jungle, à la manière de Jungle Jim, le topper de Flash Gordon.

## Publications en français
Don Dixon fut traduite dans plusieurs périodiques français (L'Aventureux, L'Audacieux, Hurrah !) de 1939 à la fin des années 1940 sous le titre Donald Dixon et l'Empire caché.